# 자연 (수필)

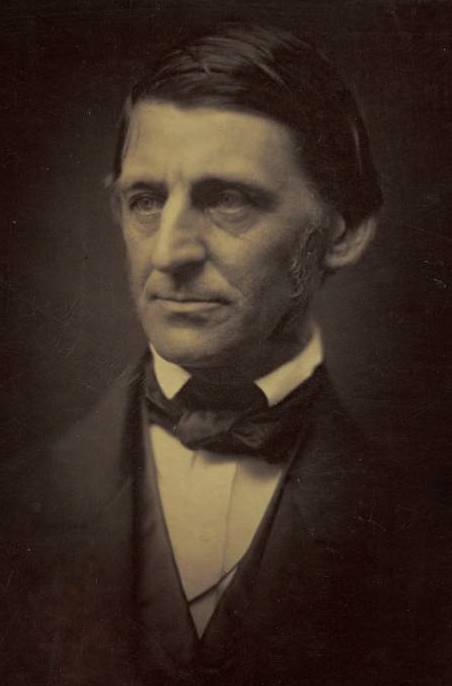
랠프 왈도 에머슨

자연(Nature)은 랠프 월도 에머슨이 지은 수필집으로 제임스 몬로에 의해 1836년에 출판되었다. 이 수필에서 에머슨은 초월주의의 기초를 닦았고, 이러한 체계가 자연에 대한 비전통적인 생각을 가져왔다. 초월주의는 창조주가 자연안에 충만하므로, 자연을 공부함으로 현실을 이해가능하다는 사상이다.
이 수필집에서 에머슨은 자연을 네 가지로 나누었는 데, 그것은 유용한 것(Commodity), 아름다움, 언어와 훈련이다. 이것은 사람이 자연을 그들이 기본적 필요를 따라 사용하는 방법에 따른 차이에 따랐다.

## 번역출간본
- 자연- 미국의 자연학자 초령 경험 ( 1998년 6월 30일, 문학과 지성사 )